# 深尾良夫
深尾 良夫（ふかお よしお、1943年11月13日 - ）は、日本の地球科学者。専門は地震学。学位は、理学博士（東京大学・1971年）。東京大学地震研究所所長。日本学士院会員。

## 来歴・人物
東京都生まれ。都立日比谷高校、東京大学理学部卒業。名古屋大学助教授、東京大学地震研究所所長を経て、独立行政法人海洋研究開発機構地球内部変動研究センター（現・地球内部ダイナミクス領域）長。1971年東京大学より理学博士の学位を取得。
著書『地震・プレート・陸と海 - 地学入門』は岩波ジュニア新書の一冊だが、地球科学の基礎を解説した名著とされている。2011年、日本学士院会員に選出。

## 著書
- 深尾良夫 『地震・プレート・陸と海 - 地学入門』 岩波書店〈岩波ジュニア新書〉、1985年、ISBN 4-00-500092-4。
- 深尾良夫・石橋克彦編 『阪神・淡路大震災と地震の予測』 岩波書店、1996年、ISBN 4-00-005832-0。
- 山下輝夫編著 『大地の躍動を見る - 新しい地震・火山像』 岩波書店〈岩波ジュニア新書〉、2000年、ISBN 4-00-500092-4。

## 主要論文
- 深尾良夫、「地震学者の火山噴火体験」 『電気学会誌』 1995年 115巻 3号 p.155, doi:10.1541/ieejjournal.115.155
- 海から開く地震研究の未来--深尾良夫地球内部変動研究センター長に聞く（海底下から見えてきた 巨大地震の姿） 『Blue earth』 19(6), 12-15, 2007-11, NAID 40015853042、海洋研究開発機構

共著
- 山田功夫, 深尾良夫, 石原靖, 青木治三、「STS地震計による広帯域・広ダイナミックレンジ地震観測」 『地震 第2輯』 1989年 42巻 1号 p.21-31, doi:10.4294/zisin1948.42.1_21
- 梶川昌三, 山田功夫, 深尾良夫、「岩石破壊実験による地震発生直前の地殻の状態」 『地震 第2輯』 1993年 46巻 3号 p.229-235, doi:10.4294/zisin1948.46.3_229
- 深尾良夫, 丸山茂徳, 大林政行, 井上公、「全マントルP波トモグラフィーの地質学的解釈」 『地質学雑誌』 1994年 100巻 1号 p.4-23, doi:10.5575/geosoc.100.4
- 深尾良夫, 河野長, 山本明彦, 斉藤松彦, 名和一成, ギーセッケ・アルベルト, ペラレス・クリソルフォ：ペルーにおける重力測定・データ処理およびブーゲ異常図 『東京大学地震研究所彙報』 第74冊第2号, 2000.3.21, pp. 161-266
- 湊翔平、辻健、野口尚史、白石和也、松岡俊文、深尾良夫、ムーアグレゴリー、「地震波海洋学における海水中の微細温度構造の推定」 『物理探査』 62巻 (2009) No.5 p.509-520
- 横田華奈子, 勝又勝郎, 山下幹也, 深尾良夫 ほか、「地震音響海洋学 : 反射法地震探査データを用いた海洋物理研究」 『海の研究』 19(6), 317-326, 2010-11-05, NAID 110007989518
- 長尾大道, 小林直樹, 深尾良夫, 冨澤一郎, 樋口知之、「地震によって励起された電離層変動のモデリング」 『理論応用力学講演会』 第61回理論応用力学講演会 セッションID: OS04-03, doi:10.11345/japannctam.61.0.47.0

## 受賞歴
- 1995年 -  「マントル ダイナミクスに関する地震学的研究」で恩賜賞・日本学士院賞
- 2018年 - アメリカ地球物理学連合よりインゲ・レーマン・メダル

## 叙位・叙勲
- 2017年 - 秋叙勲で瑞宝重光章受章[4]